# Fujiwara no Hidehira
Fujiwara no Hidehira (藤原秀衡, [[[1122]] - 1187] Erro: {{japonês}}: texto da transliteração contém caractere não latino (pos 19) (ajuda)) foi um samurai do Período Heian (794 - 1185), e o terceiro líder do Clã Ōshū Fujiwara (Fujiwara do Norte)  em Hiraizumi e Kokushi (governador)  das províncias de Mutsu e de Dewa, no norte da ilha de Honshu, neto de Fujiwara no Kiyohira.

## Vida
Durante as Guerras Genpei, Hidehira controlava o seu território de forma independente do governo central. No entanto, foi oficialmente nomeado governador imperial da Província de Mutsu em 1181, além de deter o título de Chinjufu-shogun.  Ele ofereceu abrigo ao jovem Minamoto no Yoshitsune, quando este escapara de Quioto. Por muitos anos, Hidehira  foi benfeitor e protector de Yoshitsune, e foi a partir do território Hidehira que Yoshitsune reuniu-se com o seu irmão Minamoto no Yoritomo no início da Guerra Genpei. Mais tarde, quando Yoshitsune cai na ira de Yoritomo ele voltou para Hiraizumi junto com seu grande amigo e protetor Benkei , e consegue abrigo por um tempo. Yoshitsune ainda era convidado de Hidehira quando este morreu em 1187, e deixa um testamento indicando Yoshitsune para ocupar o lugar de governador, em vez de seu filho Fujiwara no Yasuhira. Yasuhira se recusa a ser deserdado, e permite que Yoritomo saiba onde está seu irmão .
Ao saber da localização de Yoshitsune, Yoritomo mandou seu exército ao extremo norte do país, o que os levou a se engajar na Batalha de Koromogawa em 15 de junho de 1189 , que culminaria com a derrota e morte de Yoshitsune.
O mais impressionante foi que perdida a batalha e enquanto Yoshitsune se dirigia para o interior do castelo para realizar o ritual de suicídio (seppuku), Benkei ficou estancado na ponte do portão principal. A história diz que os soldados de Yoritomo estavam com medo de atravessar a ponte e terem de enfrenta-lo, e rapidamente terminar morto pelo grande guerreiro, então eles decidiram abatê-lo a flechadas. Algum tempo após a conclusão da batalha, os soldados perceberam que o corpo de Benkei, irreconhecível por causa do grande número de flechas preso em seu corpo, ainda estava em pé. Esse fato ficou conhecido como Morte em pé de Benkei (弁慶の立往生, Benkei no Tachi Ōjō) 
Anos mais tarde o corpo de Hidehira foi encontrado mumificado sob o altar principal do Konjiki-dō do templo Chuson-ji em Hiraizumi , junto com os de seu avô Kiyohira, de seu pai Motohira e da cabeça de seu filho Yasuhira, morto a mando de Yoritomo . Segundo a lenda Hidehira foi criado por lobos  . 